# Glaphyrus viridicollis
Glaphyrus viridicollis är en skalbaggsart som beskrevs av Lucas 1846. Glaphyrus viridicollis ingår i släktet Glaphyrus och familjen Glaphyridae. Inga underarter finns listade i Catalogue of Life.